# Mayfield (Ohio)
Mayfield és una vila dels Estats Units a l'estat d'Ohio. Segons el cens del 2000 tenia 3.435 habitants.

## Demografia
Segons el cens del 2000, Mayfield tenia 3.435 habitants, 1.392 habitatges, i 1.013 famílies. La densitat de població era de 338,3 habitants/km².
Dels 1.392 habitatges en un 25,9% hi vivien nens de menys de 18 anys, en un 62,6% hi vivien parelles casades, en un 7,5% dones solteres, i en un 27,2% no eren unitats familiars. En el 23,1% dels habitatges hi vivien persones soles el 12,1% de les quals corresponia a persones de 65 anys o més que vivien soles. El nombre mitjà de persones vivint en cada habitatge era de 2,47 i el nombre mitjà de persones que vivien en cada família era de 2,92.
Per edats la població es repartia de la següent manera: un 20,8% tenia menys de 18 anys, un 5,6% entre 18 i 24, un 22,9% entre 25 i 44, un 27,4% de 45 a 60 i un 23,3% 65 anys o més.
L'edat mediana era de 45 anys. Per cada 100 dones de 18 o més anys hi havia 91,6 homes.
La renda mediana per habitatge era de 66.048 $ i la renda mediana per família de 72.065 $. Els homes tenien una renda mediana de 52.361 $ mentre que les dones 34.152 $. La renda per capita de la població era de 36.360 $. Aproximadament l'1,8% de les famílies i el 2,6% de la població estaven per davall del llindar de pobresa.

## Poblacions properes
El següent diagrama mostra les poblacions més properes.